# El pequeño Bheem
El pequeño Bheem (en inglés: Mighty Little Bheem) es una serie de televisión infantil de animación por ordenador india. La primera serie de animación de Netflix procedente de la India y el cuarto spinoff de la serie Chhota Bheem, tras Mighty Raju, Arjun Prince of Bali y Super Bheem. Presenta a un inocente pero superfuerte niño pequeño, Little Bheem, en sus traviesas aventuras en un pequeño pueblo de la India. El niño es una versión infantil del personaje de 9 años inspirado en la mitología de la popular serie india de comedia de acción Chhota Bheem, que se emite en el canal Pogo TV de Turner Broadcasting desde 2008.